# Loriini
Los loris (Loriini) son una tribu de aves psitaciformes ampliamente distribuidas por el Sudeste Asiático y Oceanía. Son loros arborícolas de pequeño y mediano tamaño que se caracterizan por sus lenguas en forma cepillo para alimentarse del néctar y polen de las flores, aunque también comen frutos blandos, especialmente bayas. La mayoría de los loris tienen plumajes de vivos colores. Tradicionalmente se consideraban una subfamilia separada (Loriinae) de la otra subfamilia de Psittacidae (Psittacinae). Los estudios genéticos y morfológicos más recientes consideran al grupo dentro de la familia Psittaculidae.

## Taxonomía

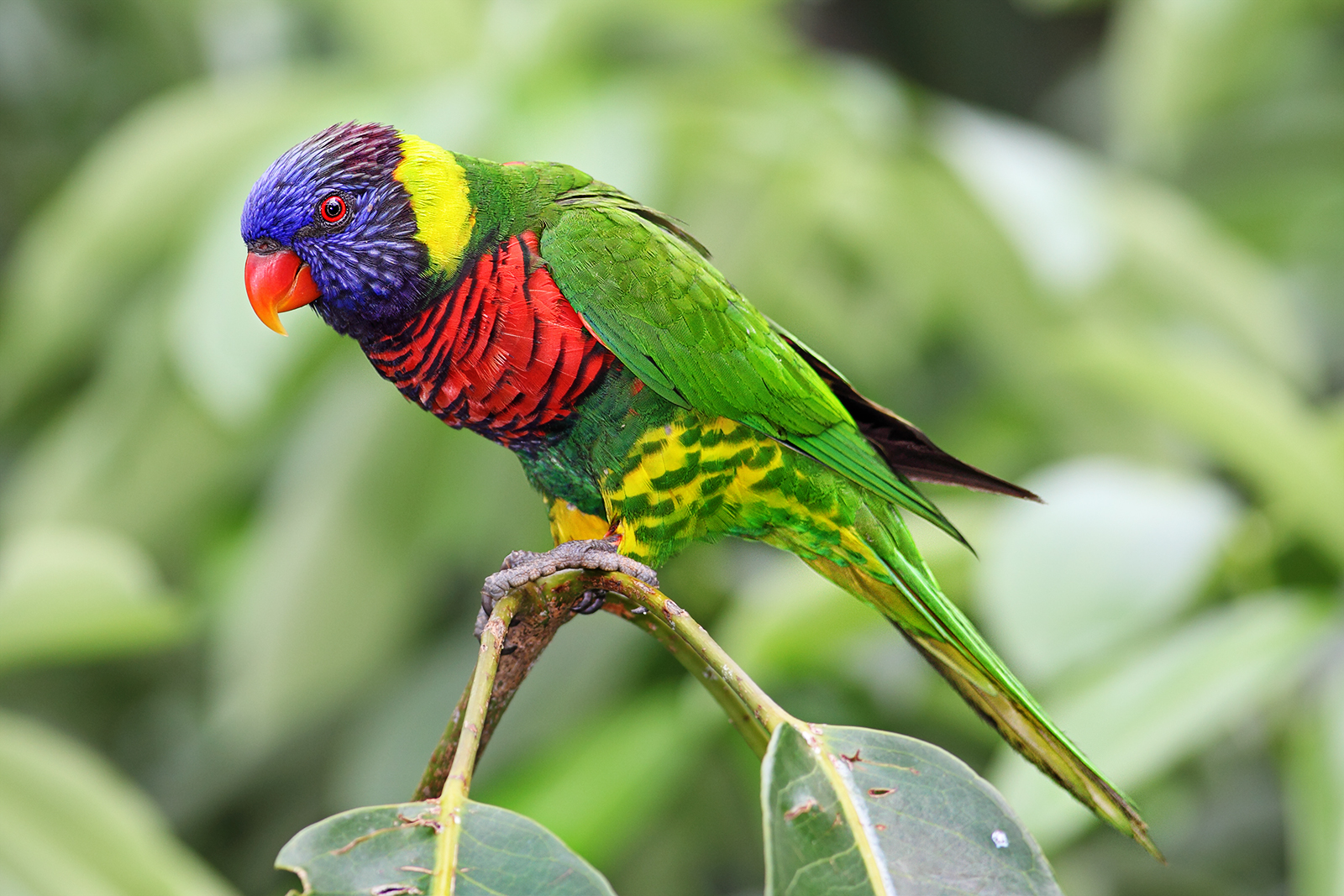
Lori arcoíris
(Trichoglossus haematodus).

Tradicionalmente los loris se clasificaban considerándolos tanto una subfamilia, Loriinae, como su propia familia, Loriidae, ya que ninguna de las clasificaciones tradicionales se confirmó por los estudios genéticos, pero actualmente se clasifican como una tribu dentro de la subfamilia Loriinae, perteneciente a la familia Psittaculidae. Esos estudios muestran que los loris forman un grupo cercanamente emparentado con el periquito común y los loritos de los géneros Cyclopsitta y Psittaculirostris.
Se reconocen dos grupos principales dentro de Loriini. El primero conformado por el género Charmosyna y sus parientes próximos del Pacífico de los géneros Phigys y Vini. El resto de los géneros, excepto Oreopsittacus están en el segundo grupo. La posición de Oreopsittacus es incierta, aunque un estudio indica que podría formar un tercer grupo junto a los otros dos.

### Especies
Clasificación de la tribu Loriini:
- Género Chalcopsitta 
  - Chalcopsitta atra - lori negro;
  - Chalcopsitta duivenbodei - lori pardo;
  - Chalcopsitta sintillata - lori chispeado;
- Género Eos
  - Eos cyanogenia - lori alinegro;
  - Eos squamata - lori escamoso;
  - Eos reticulata - lori de las Tanimbar;
  - Eos histrio - lori de las Sangihe;
  - Eos bornea - lori rojo;
  - Eos semilarvata - lori de Seram;

- Género Pseudeos

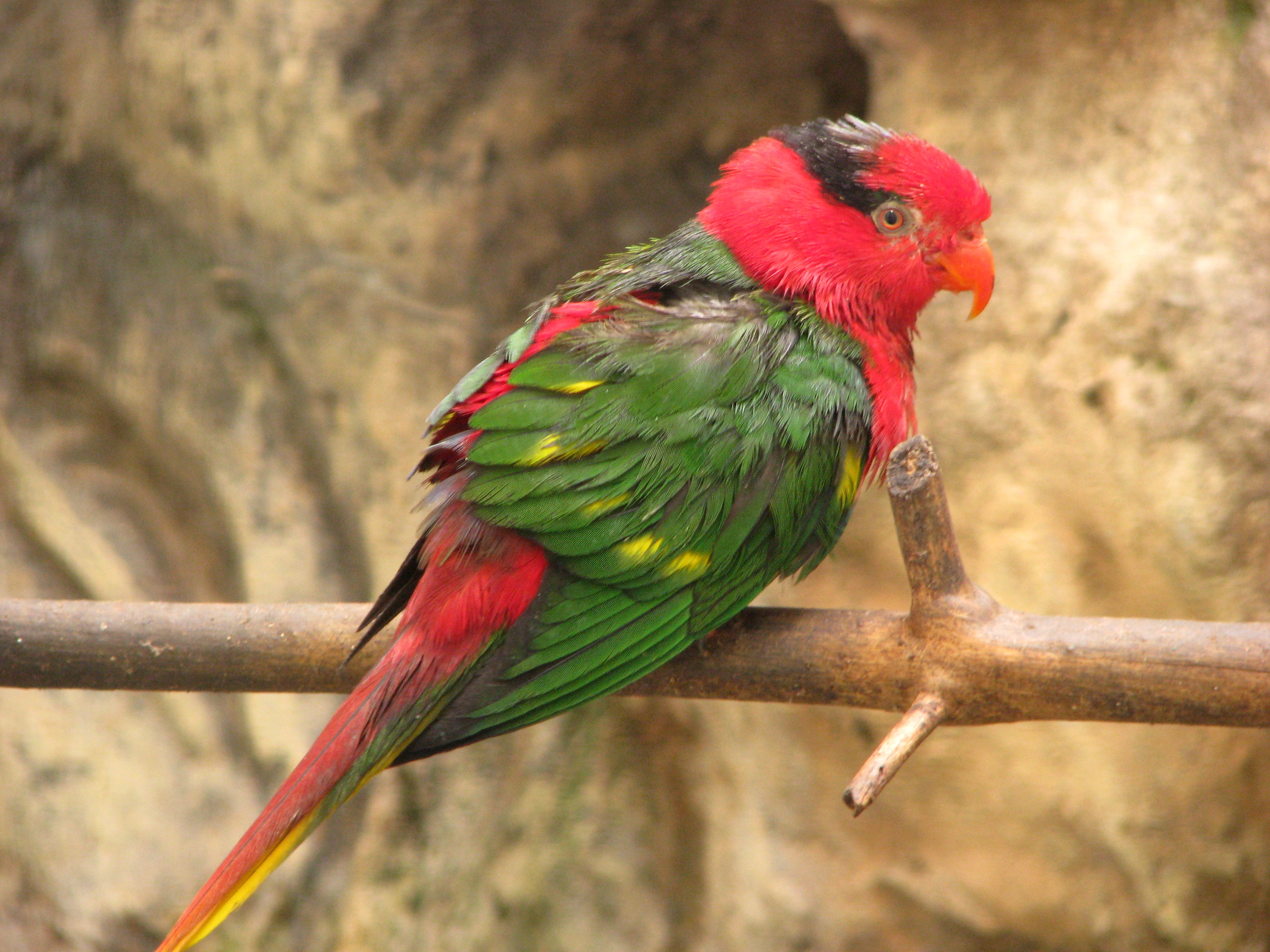
Lori de Josefina
(Charmosyna josefinae).

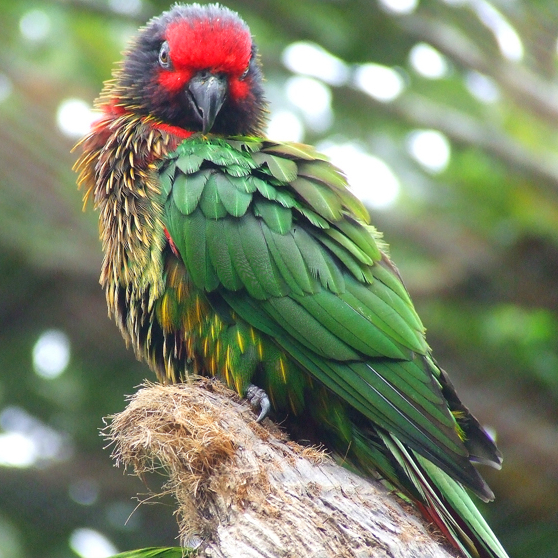
Lori chispeado (Chalcopsitta sintillata).

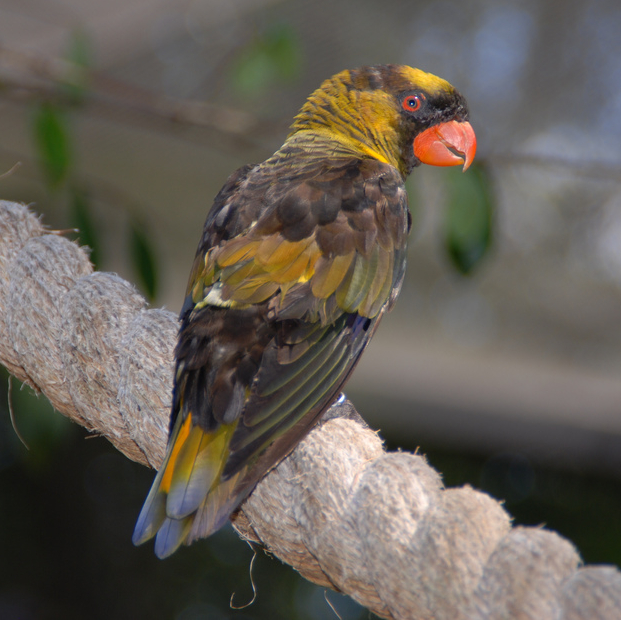
Lori sombrío (Pseudeos fuscata).

  - Pseudeos cardinalis - lori cardenal;
  - Pseudeos fuscata - lori sombrío;
- Género Trichoglossus
  - Trichoglossus ornatus - lori adornado;
  - Trichoglossus rubiginosus - lori de Ponapé;
  - Trichoglossus johnstoniae - lori de Mindanao;
  - Trichoglossus flavoviridis - lori verdigualdo;
  - Trichoglossus haematodus - lori arcoíris;
  - Trichoglossus chlorolepidotus - lori escuamiverde;
  - Trichoglossus euteles - lori humilde;
- Psitteuteles (a veces clasificado en el género Trichoglossus)
  - Psitteuteles versicolor - lori versicolor;
  - Psitteuteles iris - lori iris;
  - Psitteuteles goldiei - lori de Goldie;
- Género Lorius
  - Lorius hypoinochrous - lori ventrivinoso;
  - Lorius lory (sinónimo de Lorius amabilis)[7] - lori tricolor;
  - Lorius albidinuchus - lori nuquiblanco;
  - Lorius chlorocercus - lori acollarado;
  - Lorius domicellus  (sinónimo de Lorius tibialis)[8] - lori damisela;
  - Lorius garrulus - lori gárrulo;
- Género Phigys
  - Phigys solitarius - lori solitario;
- Género Vini
  - Vini australis - lori de Samoa;
  - Vini kuhlii - lori de Rimatara;
  - Vini stepheni - lori de Stephen;
  - Vini peruviana - lori monjita;
  - Vini ultramarina - lori ultramar;
  - Vini sinotoi - lori de Simoto (extinto);
  - Vini vidivici - lori conquistado (extinto);
- Género Glossopsitta
  - Glossopsitta concinna - lori almizclero;
  - Glossopsitta pusilla - lori carirrojo;
  - Glossopsitta porphyrocephala - lori coronipúrpura;
- Género Charmosyna
  - Charmosyna palmarum - lori palmero;
  - Charmosyna rubrigularis - lori barbirrojo;
  - Charmosyna meeki - lori de Meek;
  - Charmosyna toxopei - lori de Buru;
  - Charmosyna multistriata - lori estriado;
  - Charmosyna wilhelminae - lori pigmeo;
  - Charmosyna rubronotata - lori frentirrojo;
  - Charmosyna placentis - lori flanquirrojo;
  - Charmosyna diadema - lori diadema (posiblemente extinto);
  - Charmosyna amabilis - lori gorgirrojo;
  - Charmosyna margarethae - lori de Margarita;
  - Charmosyna pulchella - lori lindo;
  - Charmosyna josefinae - lori de Josefina;
  - Charmosyna papou - lori rabilargo;
- Género Oreopsittacus
  - Oreopsittacus arfaki - lori bigotudo;
- Género Neopsittacus
  - Neopsittacus musschenbroekii - lori montano grande;
  - Neopsittacus pullicauda - lori montano chico;
- Género Parvipsitta
  - Parvipsitta pusilla
  - Parvipsitta porphyrocephala
- Género Psitteuteles
  - Psitteuteles goldiei
  - Psitteuteles iris - lori iris;
  - Psitteuteles versicolor

## Morfología

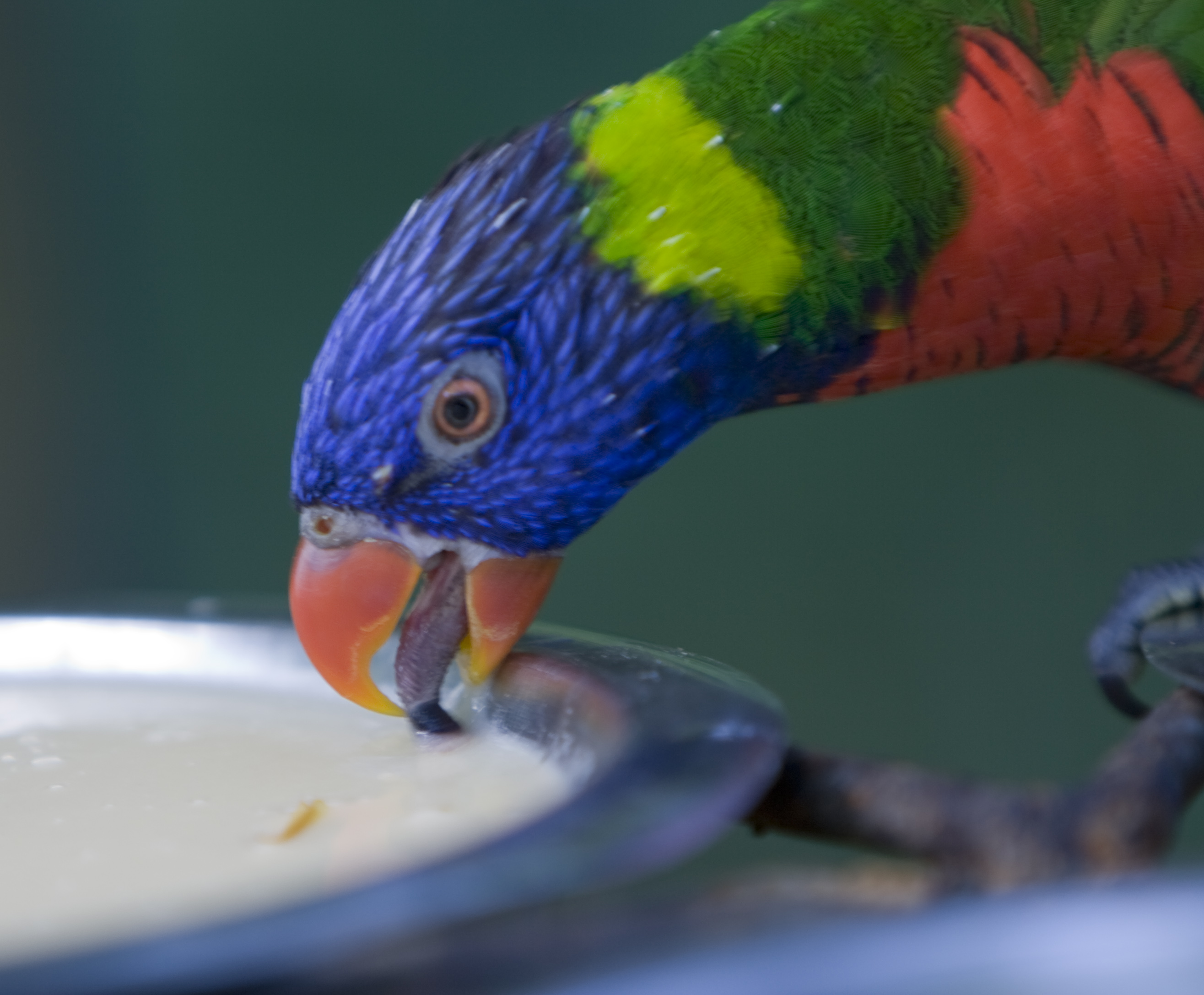
Lori arcoíris bebiendo.

Los loris se han especializado en la alimentación a base de néctar, polen y frutos blandos gracias a su lengua con la punta en forma de cepillo. Se pueden alimentar de flores de unas cinco mil especies de plantas usando sus lenguas especializadas. Tienen la punta de su lengua poblada de papilas extremadamente largas, con apariencia de pelos que usan para recolectar el néctar y el polen. Para este tipo de alimentación también se ayudan de su pico curvado hacia abajo, estrecho y muy apuntado en comparación con otros loros.
Los loris tienen las alas y cola estrechas y apuntadas que les permiten un vuelo ágil y rápido. Tienen patas con garras fuertes que usan para mantenerse colgados de las ramas mientras se alimentan. Tienden a ser muy activos tanto en la naturaleza como en cautividad.
La mayoría de los loris tienen plumajes multicolores y se considera que están entre las especies de loros más bellas del mundo.

## Alimentación
En la naturaleza los loris se alimentan de principalmente de néctar y polen. Las aves en cautividad requieren un sustituto del néctar, ya que no es posible recolectarlo en las cantidades necesarias. Debido a esta dieta tan especializada no son mascotas adecuadas para principiantes. Hay dos clases de sucedáneos del néctar: mezclas secas en polvo para mezclar con agua y mezclas ya líquidas. Las mascotas además necesitarán diariamente suplementos de frutas y hortalizas. 